# Karol Borys
Karol Krzysztof Borys (ur. 28 września 2006) – polski piłkarz, występujący na pozycji pomocnika w słoweńskim klubie NK Maribor, brązowy medalista Mistrzostw Europy U-17 w 2023.

## Kariera klubowa
Karol Borys karierę piłkarską rozpoczął w Otmuchowie, w klubie Czarni Otmuchów, zanim w 2013 roku dołączył do Akademii Śląska Wrocław. Podpisał tam swój pierwszy profesjonalny kontrakt w październiku 2021 roku, wcześniej będąc na testach w Manchesterze United.
21 maja 2022 roku Borys zadebiutował zawodowo w pierwszej drużynie Śląska Wrocław, wchodząc jako zmiennik w ostatnich 20 minutach przegranego 3:4 meczu z Górnikiem Zabrze, podczas ostatniego dnia sezonu 2021/2022. Tym samym stał się pierwszym zawodnikiem urodzonym w 2006 roku, który wystąpił w Ekstraklasie i wyparł Mirosława Pękalę jako najmłodszego zawodnika w historii śląskiego klubu.
Na początku 2024 roku podpisał dwuipółletni kontrakt z KVC Westerlo.

## Kariera reprezentacyjna
W latach 2021–2022 zagrał 8 meczów w reprezentacji Polski U-16 prowadzonej przez Marcina Dornę, zdobywając 4 gole. 23 września 2022 zadebiutował w kadrze U-17 pod wodzą Marcina Włodarskiego, w wygranym 5:2 meczu przeciwko Uzbekistanowi U-17. Uczestnik Mistrzostw Europy U-17 w 2023, w którym razem z reprezentacją osiągnął półfinał turnieju.